# IC 4084
IC 4084 — галактика типу *2 (подвійна зірка) у сузір'ї Гончі Пси.
Цей об'єкт міститься в оригінальній редакції індексного каталогу.